# Thomas Elstner

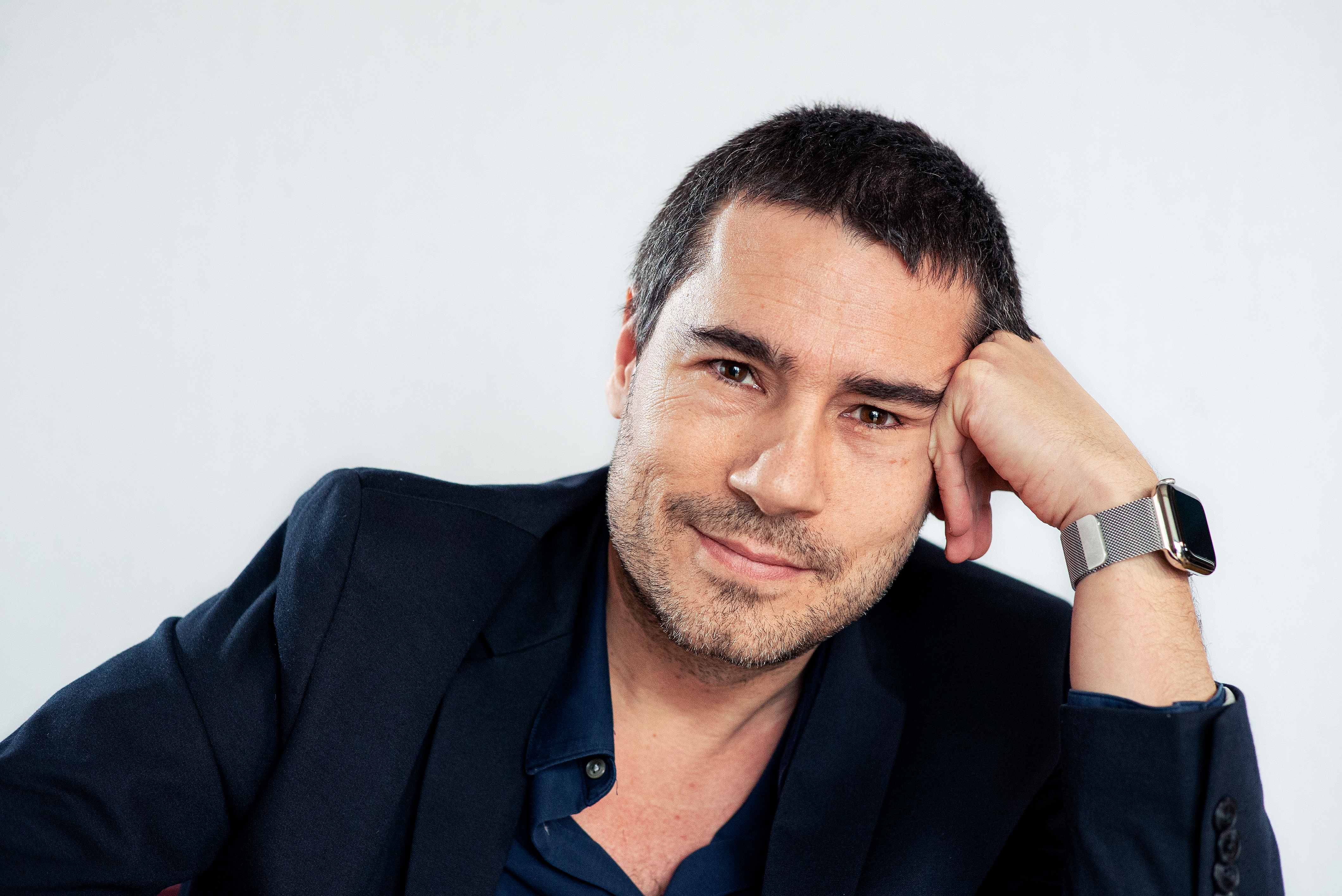
Tom Elstner (2019)

Thomas „Tom“ Elstner (* 24. März 1971 in Luxemburg) ist ein deutsch-luxemburgischer Fernsehproduzent, Moderator sowie Gründer und Geschäftsführer der in Berlin ansässigen Produktionsfirma Zoo Productions.

## Leben und Karriere
Thomas Elstner wurde als Kind von Radio- und Fernsehmoderator Frank Elstner und Sylvia Kaiser in Luxemburg geboren.
1977 moderierte Elstner u. a. an der Seite von Désirée Nosbusch und Anke Engelke die RTL-Kindertage von Radio Luxemburg.
Als Redakteur arbeitete er für die von seinem Vater moderierten TV-Sendungen Flieg mit Air-T-L, ABER HALLO, Jeopardy! und April, April. Für die im ZDF ausgestrahlte Gesprächsreihe Die stillen Stars: Nobelpreisträger privat gesehen war er als Regisseur tätig.
Ab 2000 führte Elstner die Format Punkt E GmbH, eine in Köln und Baden-Baden ansässige Fernsehproduktion. Er produzierte u. a. Menschen der Woche, Verstehen Sie Spaß? und Die neuen Fernsehmacher. Aus letzterer, einem Ideenwettbewerb für neue Fernsehformate, ging die Wissensshow Was passiert, wenn..? hervor, die Elstner ab 2002 für den Südwestrundfunk produzierte und selbst moderierte.
Seinen ersten Auftritt als Moderator hatte Elstner ab März 2000 an der Seite von Michelle Hunziker in der Sendung Erstes Glück für den Südwestrundfunk, in der prominente Gäste wie Johannes B. Kerner, Sky du Mont, Henry Maske u. a. ihrer Jugendliebe begegneten.
2012 wechselte Elstner zur Axel Springer SE und führte hier die von seinem Vater und ihm ins Leben gerufene Frank-Elstner-Masterclass, eine Talentschmiede für junge Moderatoren, die an die Axel Springer Akademie angegliedert war. Prominente Absolventen sind unter anderem der Komiker und Moderator Aurel Mertz, die Moderatorin Evelyn Weigert sowie der Schauspieler und Moderator Florentin Will. Aus der Masterclass ging 2014 der Web-Sender zuio.tv hervor, ein experimenteller Gegenentwurf zum linearen Fernsehen: „Mancher Chef eines Fernsehsenders findet das vermutlich einfach nur doof. Zum einen, weil zuio.tv alles andere als perfekt ist, zum anderen aber, weil es dem linearen Fernsehen tadellos dessen Grenzen aufzeigt.“ Bei zuio.tv präsentierten junge Moderatoren Wissens-, Unterhaltungs- und Talkshowformate.
Seit 2016 führt Elstner die in Berlin ansässige Produktionsfirma Zoo Productions (bis 2023 Zoo Agency), deren Gründer er ist. 2019 startete die Zoo Agency auf YouTube den offiziellen Kanal von Frank Elstner und produzierte das Talk-Format Wetten, das war’s..?, für das Frank Elstner prominente Gäste, u. a. Jan Böhmermann, Helene Fischer und Herbert Grönemeyer, in Einzelgesprächen zu Tisch bat. Für das Format wurde Moderator Elstner, im Alter von 77 Jahren, mit dem Goldene Kamera Digital Award für den Best Newcomer ausgezeichnet. 2020 zog Wetten, das war’s..? für fünf Folgen zu Netflix um.
Anlässlich des 80. Geburtstag seines Vaters entwickelte und produzierte Elstner 2022 für ARD die Sendung Frank Elstner: Noch eine Frage!, in der prominente Wegbegleiter Frank Elstner interviewten. Darunter Jan Böhmermann, Anke Engelke, Jean-Claude Juncker, Thomas Gottschalk, Barbara Schöneberger, Günther Jauch und Michelle Hunziker.

## Privates
Elstner ist Vater von zwei Kindern und lebt in Berlin. Seine Halbschwester ist die Schauspielerin Enya Elstner.